# Campione d'Italia
Campione d'Italia é uma comuna italiana da região da Lombardia, província de Como, com cerca de 2279 habitantes. Estende-se por uma área de 2 km², tendo uma densidade populacional de 1140 hab/km².
É um exclave italiano encravado em território suíço, fazendo fronteira com os municípios helvéticos de  Arogno, Bissone, Lugano, Melide e Paradiso.

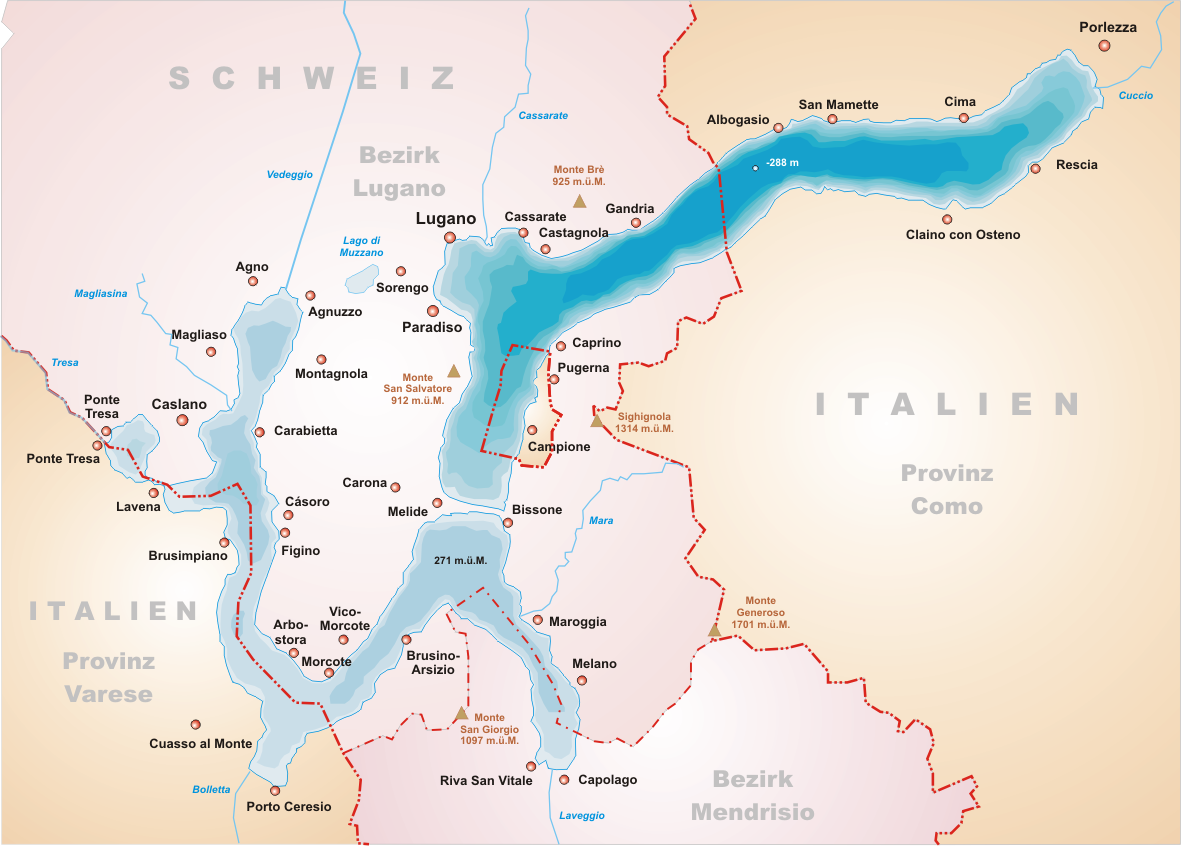
Localização do exclave de Campione d'Italia

## Demografia
| Variação demográfica do município entre 1861 e 2011                               |
|                                                                                   |
| Fonte: Istituto Nazionale di Statistica (ISTAT) - Elaboração gráfica da Wikipedia |